# Arturo Sergi
Arthur Leslie Kagan Sergi (* 8. November 1925 in New York; † 3. Januar 2006 in Austin, Texas) war ein US-amerikanischer Opernsänger (Tenor) und Professor für Gesang an der University of Texas in Austin.

## Leben
Arturo Sergi war Gründer und Rektor der "Ost-West Intern. Musik-Akademie" e. V., Leiter der "Altenburger Musiktheater-Akademie" mit jährlich stattfindenden Meisterkursen für Gesang und bis zum Jahr 2000 Leiter und Organisator des "Altenburger Musik-Festival". Arturo Sergi sang viele Jahre in Deutschland, z. B. an der Hamburger Staatsoper, in Frankfurt/M., Köln, den Bayreuther Festspielen, den Münchner Festspielen, in Berlin, der Royal Opera Covent Garden und der Metropolitan Opera in New York City sowie in vielen führenden Opernhäusern der Welt. Noch fünf Tage vor seinem Tod, am 29. Dezember 2005, war er mit Altenburger Musikfreunden in Verbindung getreten, um ein neues Projekt vorzubereiten.
Für seine Leistungen und sein musikalisches Schaffen wurde er 1998 mit dem „Kultur-Preis“ der Stadt Altenburg und im August 2005 vom Landrat mit der „Medaille für besondere Verdienste des Landkreises Altenburger Land“ ausgezeichnet.
Arturo Sergi war außerdem Kantor der Congregation Beth Israel während der 1970er und frühen 1980er Jahre in Houston, Texas.
Er starb bei einem Unfall.